# Tipula (Trichotipula) polytricha
Tipula (Trichotipula) polytricha is een tweevleugelige uit de familie langpootmuggen (Tipulidae). De soort komt voor in het Palearctisch gebied.